# غلمه (مقاطعة تشرداول)
غلمه (بالفارسية: گلمه) هي قرية تقع في مقاطعة تشرداول في إيران. يقدر عدد سكانها بـ 257 نسمة بحسب إحصاء 2016.